# Only When You Leave
Only When You Leave is een nummer van de Britse band Spandau Ballet. Het is de eerste single van hun vierde studioalbum Parade uit 1984. Het nummer werd in mei van dat jaar wereldwijd op single uitgebracht. Op de B-kant stond een liveuitvoering van Paint Me Down

## Achtergrond
De plaat werd een top 10-hit in diverse landen. In thuisland het Verenigd Koninkrijk bereikte de plaat de 3e positie in de UK Singles Chart. In Ierland de 2e positie, Nieuw-Zeeland de 10e, Australië de 12e, Zimbabwe de 18e, Spanje de 4e  Noorwegen de 8e, Duitsland de 26e, Zwitserland de 20e, Canada de 23e positie. In de Verenigde Staten was het succes bescheiden met slechts een 34e positie in de Billboard Hot 100.
In Nederland was de plaat op vrijdag 1 juni 1984 Veronica Alarmschijf op Hilversum 3 en werd een gigantische hit in de destijds drie landelijke hitlijsten op de nationale publieke popzender. De plaat bereikte de 2e positie in de Nederlandse Top 40 en de 3e positie in de Nationale Hitparade. In de TROS Top 50 wist de plaat zelfs de nummer 1-positie te bereiken. In de Europese hitlijst op Hilversum 3, de TROS Europarade, werd de 7e positie behaald.
In België bereikte de plaat de 5e positie in zowel de voorloper van de Vlaamse Ultratop 50 als de Vlaamse Radio 2 Top 30. In Wallonië werd geen notering behaald.
Ter promotie verscheen de band in diverse televisieprogramma's waaronder het Gouden Roos Festival van Montreux en in thuisland het Verenigd Koninkrijk in Top of the Pops. In Nederland trad de band op in de popprogramma's AVRO's Toppop, Countdown van Veronica en Popformule van de TROS, met destijds kersvers TROS Hilversum 3-dj Erik de Zwart.
In de sinds december 1999 jaarlijks uitgezonden Top 2000 van de Nederlandse publieke radiozender NPO Radio 2 stond de plaat uitsluitend van 2000 t/m 2002 in de lijst genoteerd, met als hoogste notering een 1760e positie in 2001.

## Hitnoteringen

### Nederlandse Top 40
| Hitnotering: 09-06-1984 t/m 25-08-1984 | Hitnotering: 09-06-1984 t/m 25-08-1984 | Hitnotering: 09-06-1984 t/m 25-08-1984 | Hitnotering: 09-06-1984 t/m 25-08-1984 | Hitnotering: 09-06-1984 t/m 25-08-1984 | Hitnotering: 09-06-1984 t/m 25-08-1984 | Hitnotering: 09-06-1984 t/m 25-08-1984 | Hitnotering: 09-06-1984 t/m 25-08-1984 | Hitnotering: 09-06-1984 t/m 25-08-1984 | Hitnotering: 09-06-1984 t/m 25-08-1984 | Hitnotering: 09-06-1984 t/m 25-08-1984 | Hitnotering: 09-06-1984 t/m 25-08-1984 | Hitnotering: 09-06-1984 t/m 25-08-1984 | Hitnotering: 09-06-1984 t/m 25-08-1984 |
| Week:                                  | 1                                      | 2                                      | 3                                      | 4                                      | 5                                      | 6                                      | 7                                      | 8                                      | 9                                      | 10                                     | 11                                     | 12                                     |                                        |
| -------------------------------------- | -------------------------------------- | -------------------------------------- | -------------------------------------- | -------------------------------------- | -------------------------------------- | -------------------------------------- | -------------------------------------- | -------------------------------------- | -------------------------------------- | -------------------------------------- | -------------------------------------- | -------------------------------------- | -------------------------------------- |
| Positie:                               | 28                                     | 15                                     | 8                                      | 4                                      | 2                                      | 2                                      | 2                                      | 3                                      | 4                                      | 6                                      | 13                                     | 22                                     | uit                                    |

### Nationale Hitparade
| Hitnotering: 16-06-1984 t/m 08-09-1984 | Hitnotering: 16-06-1984 t/m 08-09-1984 | Hitnotering: 16-06-1984 t/m 08-09-1984 | Hitnotering: 16-06-1984 t/m 08-09-1984 | Hitnotering: 16-06-1984 t/m 08-09-1984 | Hitnotering: 16-06-1984 t/m 08-09-1984 | Hitnotering: 16-06-1984 t/m 08-09-1984 | Hitnotering: 16-06-1984 t/m 08-09-1984 | Hitnotering: 16-06-1984 t/m 08-09-1984 | Hitnotering: 16-06-1984 t/m 08-09-1984 | Hitnotering: 16-06-1984 t/m 08-09-1984 | Hitnotering: 16-06-1984 t/m 08-09-1984 | Hitnotering: 16-06-1984 t/m 08-09-1984 | Hitnotering: 16-06-1984 t/m 08-09-1984 | Hitnotering: 16-06-1984 t/m 08-09-1984 |
| Week:                                  | 1                                      | 2                                      | 3                                      | 4                                      | 5                                      | 6                                      | 7                                      | 8                                      | 9                                      | 10                                     | 11                                     | 12                                     | 13                                     |                                        |
| -------------------------------------- | -------------------------------------- | -------------------------------------- | -------------------------------------- | -------------------------------------- | -------------------------------------- | -------------------------------------- | -------------------------------------- | -------------------------------------- | -------------------------------------- | -------------------------------------- | -------------------------------------- | -------------------------------------- | -------------------------------------- | -------------------------------------- |
| Positie:                               | 29                                     | 5                                      | 6                                      | 7                                      | 4                                      | 4                                      | 3                                      | 5                                      | 11                                     | 25                                     | 28                                     | 47                                     | 46                                     | uit                                    |

### TROS Top 50
Hitnotering: 07-06-1984 t/m 30-08-1984. Hoogste notering: #1 (1 week).

### TROS Europarade
Hitnotering: 24-06-1984 t/m 19-08-1984. Hoogste notering: #7 (1 week).

### Vlaamse Ultratop 50
| Hitnotering: 07-07-1984 t/m 01-09-1984 | Hitnotering: 07-07-1984 t/m 01-09-1984 | Hitnotering: 07-07-1984 t/m 01-09-1984 | Hitnotering: 07-07-1984 t/m 01-09-1984 | Hitnotering: 07-07-1984 t/m 01-09-1984 | Hitnotering: 07-07-1984 t/m 01-09-1984 | Hitnotering: 07-07-1984 t/m 01-09-1984 | Hitnotering: 07-07-1984 t/m 01-09-1984 | Hitnotering: 07-07-1984 t/m 01-09-1984 | Hitnotering: 07-07-1984 t/m 01-09-1984 |
| Week:                                  | 1                                      | 2                                      | 3                                      | 4                                      | 5                                      | 6                                      | 7                                      | 8                                      |                                        |
| -------------------------------------- | -------------------------------------- | -------------------------------------- | -------------------------------------- | -------------------------------------- | -------------------------------------- | -------------------------------------- | -------------------------------------- | -------------------------------------- | -------------------------------------- |
| Positie:                               | 17                                     | 7                                      | 10                                     | 6                                      | 5                                      | 6                                      | 14                                     | 19                                     | uit                                    |

### NPO Radio 2 Top 2000
| Nummer met noteringen in de NPO Radio 2 Top 2000 | '00  | '01  | '02  |
| ------------------------------------------------ | ---- | ---- | ---- |
| Only When You Leave                              | 1789 | 1760 | 1923 |

1. ↑  Een vetgedrukt getal geeft de hoogste notering aan.
2. ↑  2000 was het eerste jaar met een notering voor dit nummer.
3. ↑  Deze tabel is bijgewerkt tot en met de laatste editie (2024).